# Argentina en la Copa América Centenario
La selección de Argentina fue uno de los 16 equipos participantes en la Copa América Centenario, torneo que se organizó en Estados Unidos entre el 3 de junio y el 26 de junio de 2016.
El sorteo de la Copa América, realizado el 21 de febrero en Nueva York, determinó que Argentina dispute sus partidos en el grupo D junto a Chile —contra quien debutó—, Panamá y Bolivia.

## Preparación

### Partidos previos
| Fecha                   | Lugar        | Competición   |           |                      | Resultado |                      |           |
| ----------------------- | ------------ | ------------- | --------- | -------------------- | --------- | -------------------- | --------- |
| 4 de septiembre de 2015 | Houston      | Amistoso      | Argentina | Bandera de Argentina | 7:0 (3:0) | Bandera de Bolivia   | Bolivia   |
| 8 de septiembre de 2015 | Dallas       | Amistoso      | México    | Bandera de México    | 2:2 (1:0) | Bandera de Argentina | Argentina |
| 8 de octubre de 2015    | Buenos Aires | Eliminatorias | Argentina | Bandera de Argentina | 0:2 (0:0) | Bandera de Ecuador   | Ecuador   |
| 13 de octubre de 2015   | Asunción     | Eliminatorias | Paraguay  | Bandera de Paraguay  | 0:0       | Bandera de Argentina | Argentina |
| 13 de noviembre de 2015 | Buenos Aires | Eliminatorias | Argentina | Bandera de Argentina | 1:1 (1:0) | Bandera de Brasil    | Brasil    |
| 17 de noviembre de 2015 | Barranquilla | Eliminatorias | Colombia  | Bandera de Colombia  | 0:1 (0:1) | Bandera de Argentina | Argentina |
| 24 de marzo de 2016     | Santiago     | Eliminatorias | Chile     | Bandera de Chile     | 1:2 (1:2) | Bandera de Argentina | Argentina |
| 29 de marzo de 2016     | Córdoba      | Eliminatorias | Argentina | Bandera de Argentina | 2:0 (2:0) | Bandera de Bolivia   | Bolivia   |
| 27 de mayo de 2016      | San Juan     | Amistoso      | Argentina | Bandera de Argentina | 1:0 (1:0) | Bandera de Honduras  | Honduras  |

#### Argentina vs. Bolivia
| 4 de septiembre de 2015 | Argentina                                                       | 7:0 (3:0) | Bolivia | BBVA Stadium, Houston                                                   |                                                                         |
| 19:30 (UTC-5)           | Lavezzi 6', 41' · Agüero 34', 59' · Messi 67', 75' · Correa 84' | Reporte   |         | Asistencia: Sin datos sobre espectadores Árbitro(s): César Arturo Ramos | Asistencia: Sin datos sobre espectadores Árbitro(s): César Arturo Ramos |

| Uniformes | Uniformes |
| --------- | --------- |
|           |           |

#### México vs. Argentina
| 8 de septiembre de 2015 | México                             | 2:2 (1:0) | Argentina              | AT&T Stadium, Arlington                                     |                                                             |
| 21:30 (UTC-5)           | Hernández 19' (pen.) · Herrera 70' | Reporte   | Agüero 85' · Messi 89' | Asistencia: 82 559 espectadores Árbitro(s): Ricardo Salazar | Asistencia: 82 559 espectadores Árbitro(s): Ricardo Salazar |

| Uniformes | Uniformes |
| --------- | --------- |
|           |           |

#### Argentina vs. Ecuador
| 8 de octubre de 2015 | Argentina | 0:2 (0:0) | Ecuador                 | Estadio Monumental, Buenos Aires                           |                                                            |
| 21:00 (UTC-3)        |           | Reporte   | Erazo 80' · Caicedo 81' | Asistencia: 40 000 espectadores Árbitro(s): Julio Bascuñán | Asistencia: 40 000 espectadores Árbitro(s): Julio Bascuñán |

| Uniformes | Uniformes |
| --------- | --------- |
|           |           |

#### Paraguay vs. Argentina
| 13 de octubre de 2015 | Paraguay | 0:0     | Argentina | Estadio Defensores del Chaco, Asunción                   |                                                          |
| 21:00 (UTC-3)         |          | Reporte |           | Asistencia: 35 471 espectadores Árbitro(s): Andrés Cunha | Asistencia: 35 471 espectadores Árbitro(s): Andrés Cunha |

| Uniformes | Uniformes |
| --------- | --------- |
|           |           |

#### Argentina vs. Brasil
| 13 de noviembre de 2015 | Argentina   | 1:1 (1:0) | Brasil   | Estadio Monumental, Buenos Aires                          |                                                           |
| 21:00 (UTC-3)           | Lavezzi 33' | Reporte   | Lima 58' | Asistencia: 70 500 espectadores Árbitro(s): Antonio Arias | Asistencia: 70 500 espectadores Árbitro(s): Antonio Arias |

| Uniformes | Uniformes |
| --------- | --------- |
|           |           |

#### Colombia vs. Argentina
| 17 de noviembre de 2015 | Colombia | 0:1 (0:1) | Argentina  | Estadio Metropolitano, Barranquilla                     |                                                         |
| 15:30 (UTC-5)           |          | Reporte   | Biglia 19' | Asistencia: 40 000 espectadores Árbitro(s): Carlos Vera | Asistencia: 40 000 espectadores Árbitro(s): Carlos Vera |

| Uniformes | Uniformes |
| --------- | --------- |
|           |           |

#### Chile vs. Argentina
| 24 de marzo de 2016 | Chile         | 1:2 (1:2) | Argentina                  | Estadio Nacional, Santiago                              |                                                         |
| 20:30 (UTC-3)       | Gutiérrez 10' | Reporte   | Di María 19' · Mercado 24' | Asistencia: 44 536 espectadores Árbitro(s): Héber Lopes | Asistencia: 44 536 espectadores Árbitro(s): Héber Lopes |

| Uniformes | Uniformes |
| --------- | --------- |
|           |           |

#### Argentina vs. Bolivia
| 29 de marzo de 2016 | Argentina                      | 2:0 (2:0) | Bolivia | Estadio Mario Alberto Kempes, Córdoba                        |                                                              |
| 20:30 (UTC-3)       | Mercado 20' · Messi 30' (pen.) | Reporte   |         | Asistencia: 52 605 espectadores Árbitro(s): Jesús Valenzuela | Asistencia: 52 605 espectadores Árbitro(s): Jesús Valenzuela |

| Uniformes | Uniformes |
| --------- | --------- |
|           |           |

#### Argentina vs. Honduras
| 27 de mayo de 2016 | Argentina   | 1:0 (1:0) | Honduras | Estadio San Juan del Bicentenario, San Juan                       |                                                                   |
| 20:00 (UTC-3)      | Higuaín 31' | Reporte   |          | Asistencia: Sin datos sobre espectadores Árbitro(s): Jorge Osorio | Asistencia: Sin datos sobre espectadores Árbitro(s): Jorge Osorio |

| Uniformes | Uniformes |
| --------- | --------- |
|           |           |

## Uniforme

### Oficial

#### Manga corta
| Opción 1 | Opción 2 | Opción 3 | Opción 4 | Opción 5 | Opción 6 | Opción 7 | Opción 8 | Opción 9 |

#### Manga larga
| Opción 1 | Opción 2 | Opción 3 | Opción 4 | Opción 5 | Opción 6 | Opción 7 | Opción 8 | Opción 9 |

### Alternativo

#### Manga corta
| Opción 1 | Opción 2 | Opción 3 | Opción 4 | Opción 5 | Opción 6 | Opción 7 | Opción 8 | Opción 9 |

#### Manga larga
| Opción 1 | Opción 2 | Opción 3 | Opción 4 | Opción 5 | Opción 6 | Opción 7 | Opción 8 | Opción 9 |

### Portero
| Opción 1 | Opción 2 | Opción 3 |

### Entrenamiento
|  |  |

### Cuerpo técnico
|  |  |

## Plantel
- Datos actualizados al 22 de junio de 2016 según AFA.[1]

| N.º |                                         | Nombre             | Posición       | Edad    | PJ  | G  | Equipo                  |
| --- | --------------------------------------- | ------------------ | -------------- | ------- | --- | -- | ----------------------- |
| 1   | Bandera de la Provincia de Misiones     | Sergio Romero      | Guardameta     | 29 años | 78  | 0  | Manchester United       |
| 12  | Bandera de la Provincia de Santa Fe     | Nahuel Guzmán      | Guardameta     | 30 años | 5   | 0  | Tigres                  |
| 23  | Bandera de la Ciudad de Buenos Aires    | Mariano Andújar    | Guardameta     | 32 años | 10  | 0  | Estudiantes de La Plata |
| 2   | Bandera de la Provincia de Buenos Aires | Jonatan Maidana    | Defensa        | 30 años | 4   | 0  | River Plate             |
| 3   | Bandera de la Provincia de Entre Ríos   | Facundo Roncaglia  | Defensa        | 29 años | 12  | 0  | Fiorentina              |
| 4   | Bandera de la Provincia del Chubut      | Gabriel Mercado    | Defensa        | 29 años | 9   | 2  | River Plate             |
| 13  | Bandera de la Provincia de Mendoza      | Ramiro Funes Mori  | Defensa        | 25 años | 12  | 0  | Everton                 |
| 15  | Bandera de la Provincia de Buenos Aires | Víctor Cuesta      | Defensa        | 27 años | 3   | 1  | Independiente           |
| 16  | Bandera de la Provincia de Buenos Aires | Marcos Rojo        | Defensa        | 26 años | 47  | 2  | Manchester United       |
| 17  | Bandera de la Ciudad de Buenos Aires    | Nicolás Otamendi   | Defensa        | 28 años | 37  | 3  | Manchester City         |
| 5   | Bandera de la Provincia de Tucumán      | Matías Kranevitter | Centrocampista | 23 años | 6   | 0  | Atlético de Madrid      |
| 6   | Bandera de la Provincia de Buenos Aires | Lucas Biglia       | Centrocampista | 30 años | 44  | 1  | Lazio                   |
| 8   | Bandera de la Provincia de Buenos Aires | Augusto Fernández  | Centrocampista | 30 años | 16  | 1  | Atlético de Madrid      |
| 14  | Bandera de la Provincia de Santa Fe     | Javier Mascherano  | Centrocampista | 31 años | 128 | 3  | Barcelona               |
| 18  | Bandera de la Provincia de Buenos Aires | Erik Lamela        | Centrocampista | 24 años | 18  | 4  | Tottenham Hotspur       |
| 19  | Bandera de la Provincia de Santa Fe     | Éver Banega        | Centrocampista | 27 años | 46  | 5  | Sevilla                 |
| 21  | Bandera de la Provincia de Córdoba      | Javier Pastore     | Centrocampista | 26 años | 27  | 2  | Paris Saint-Germain     |
| 7   | Bandera de la Provincia de Santa Fe     | Ángel Di María     | Delantero      | 28 años | 75  | 17 | Paris Saint-Germain     |
| 9   | Bandera de Francia                      | Gonzalo Higuaín    | Delantero      | 28 años | 62  | 31 | Napoli                  |
| 10  | Bandera de la Provincia de Santa Fe     | Lionel Messi       | Delantero      | 28 años | 112 | 55 | Barcelona               |
| 11  | Bandera de la Ciudad de Buenos Aires    | Sergio Agüero      | Delantero      | 28 años | 76  | 34 | Manchester City         |
| 20  | Bandera de la Provincia de Buenos Aires | Nicolás Gaitán     | Delantero      | 28 años | 16  | 2  | Benfica                 |
| 22  | Bandera de la Provincia de Santa Fe     | Ezequiel Lavezzi   | Delantero      | 31 años | 51  | 9  | Hebei Fortune           |
|     | Bandera de la Provincia de Santa Fe     | Gerardo Martino    | Entrenador     | 53 años |     |    |                         |

#### Jugadores por liga
| Liga               | Jugadores aportados |
| ------------------ | ------------------- |
| Premier League     | 6                   |
| La Liga            | 5                   |
| Primera División   | 4                   |
| Serie A            | 3                   |
| Ligue 1            | 2                   |
| Liga MX            | 1                   |
| Primeira Liga      | 1                   |
| Superliga de China | 1                   |

#### Jugadores por provincia
| Provincia       | Jugadores aportados |
| --------------- | ------------------- |
| Buenos Aires    | 7                   |
| Santa Fe        | 6                   |
| Capital Federal | 3                   |
| Chubut          | 1                   |
| Córdoba         | 1                   |
| Entre Ríos      | 1                   |
| Mendoza         | 1                   |
| Misiones        | 1                   |
| Tucumán         | 1                   |
| Extranjero      | 1                   |

## Participación
- Las horas indicadas corresponden al huso horario local de cada ciudad sede:
  - Horario de verano del este de Norteamérica-EDT (UTC-4), en Foxborough, East Rutherford, Filadelfia y Orlando
  - Horario de verano del Centro-CDT (UTC-5), en Chicago y Houston
  - Horario de verano del Tiempo de la montaña-MDT (UTC-7), en Glendale
  - Horario de verano del Tiempo del Pacífico-PDT (UTC-7), en Seattle, Pasadena y Santa Clara

### Partidos
| Fecha       | Lugar           | Instancia        |                |                           | Resultado    |                      |           |
| ----------- | --------------- | ---------------- | -------------- | ------------------------- | ------------ | -------------------- | --------- |
| 6 de junio  | Santa Clara     | Fase de grupos   | Argentina      | Bandera de Argentina      | 2:1 (0:0)    | Bandera de Chile     | Chile     |
| 10 de junio | Chicago         | Fase de grupos   | Argentina      | Bandera de Argentina      | 5:0 (1:0)    | Bandera de Panamá    | Panamá    |
| 14 de junio | Seattle         | Fase de grupos   | Argentina      | Bandera de Argentina      | 3:0 (3:0)    | Bandera de Bolivia   | Bolivia   |
| 18 de junio | Foxborough      | Cuartos de final | Argentina      | Bandera de Argentina      | 4:1 (2:0)    | Bandera de Venezuela | Venezuela |
| 21 de junio | Houston         | Semifinal        | Estados Unidos | Bandera de Estados Unidos | 0:4 (0:1)    | Bandera de Argentina | Argentina |
| 26 de junio | East Rutherford | Final            | Argentina      | Bandera de Argentina      | 0:0 (2:4 p.) | Bandera de Chile     | Chile     |

### Fase de grupos - Grupo D
| Selección | Pts | PJ | PG | PE | PP | GF | GC | Dif |
| --------- | --- | -- | -- | -- | -- | -- | -- | --- |
| Argentina | 9   | 3  | 3  | 0  | 0  | 10 | 1  | 9   |
| Chile     | 6   | 3  | 2  | 0  | 1  | 7  | 5  | 2   |
| Panamá    | 3   | 3  | 1  | 0  | 2  | 4  | 10 | −6  |
| Bolivia   | 0   | 3  | 0  | 0  | 3  | 2  | 7  | −5  |

|  | Clasificados a los cuartos de final. |

#### Argentina vs. Chile
| 6 de junio    | Argentina                 | 2:1 (0:0) | Chile            | Levi's Stadium, Santa Clara                                  |                                                              |
| 19:00 (UTC-7) | Di María 50' · Banega 58' | Reporte   | Fuenzalida 90+2' | Asistencia: 72 864 espectadores Árbitro(s): Daniel Fedorczuk | Asistencia: 72 864 espectadores Árbitro(s): Daniel Fedorczuk |

| 1          | Guardameta     | Sergio Romero     |     |
| 4          | Defensa        | Gabriel Mercado   |     |
| 13         | Defensa        | Ramiro Funes Mori |     |
| 16         | Defensa        | Marcos Rojo       |     |
| 17         | Defensa        | Nicolás Otamendi  |     |
| 7          | Centrocampista | Ángel Di María    | 79' |
| 8          | Centrocampista | Augusto Fernández |     |
| 14         | Centrocampista | Javier Mascherano |     |
| 19         | Centrocampista | Éver Banega       |     |
| 20         | Centrocampista | Nicolás Gaitán    | 86' |
| 9          | Delantero      | Gonzalo Higuaín   | 73' |
| Entrenador | Entrenador     | Gerardo Martino   |     |

| 1          | Guardameta     | Claudio Bravo      |     |
| 2          | Defensa        | Eugenio Mena       | 53' |
| 4          | Defensa        | Mauricio Isla      |     |
| 17         | Defensa        | Gary Medel         |     |
| 18         | Defensa        | Gonzalo Jara       |     |
| 8          | Centrocampista | Arturo Vidal       |     |
| 20         | Centrocampista | Charles Aránguiz   | 81' |
| 21         | Centrocampista | Marcelo Díaz       |     |
| 7          | Delantero      | Alexis Sánchez     |     |
| 11         | Delantero      | Eduardo Vargas     | 67' |
| 15         | Delantero      | Jean Beausejour    |     |
| Entrenador | Entrenador     | Juan Antonio Pizzi |     |

| 11 | Delantero      | Sergio Agüero      | 73' |
| 18 | Delantero      | Erik Lamela        | 79' |
| 5  | Centrocampista | Matías Kranevitter | 86' |

| 19 | Delantero | Fabián Orellana       | 53' |
| 9  | Delantero | Mauricio Pinilla      | 67' |
| 6  | Defensa   | José Pedro Fuenzalida | 81' |

| Anotado | 50' | Ángel Di María | 1:0 |
| Anotado | 58' | Éver Banega    | 2:0 |

| Anotado | 90+2' | José Pedro Fuenzalida | 2:1 |

| Amonestado | 64' | Ángel Di María |
| Amonestado | 69' | Marcos Rojo    |

| Amonestado | 18' | Arturo Vidal    |
| Amonestado | 43' | Mauricio Isla   |
| Amonestado | 64' | Gary Medel      |
| Amonestado | 85' | Jean Beausejour |

| Árbitro             | Daniel Fedorczuk |
| Árbitros asistentes | Nicolás Tarán    |
| Árbitros asistentes | Richard Trinidad |
| Cuarto árbitro      | Jair Marrufo     |
| Quinto árbitro      | Corey Parker     |

| 1          | Guardameta     | Sergio Romero     |     |
| 4          | Defensa        | Gabriel Mercado   |     |
| 13         | Defensa        | Ramiro Funes Mori |     |
| 16         | Defensa        | Marcos Rojo       |     |
| 17         | Defensa        | Nicolás Otamendi  |     |
| 7          | Centrocampista | Ángel Di María    | 79' |
| 8          | Centrocampista | Augusto Fernández |     |
| 14         | Centrocampista | Javier Mascherano |     |
| 19         | Centrocampista | Éver Banega       |     |
| 20         | Centrocampista | Nicolás Gaitán    | 86' |
| 9          | Delantero      | Gonzalo Higuaín   | 73' |
| Entrenador | Entrenador     | Gerardo Martino   |     |

| 1          | Guardameta     | Claudio Bravo      |     |
| 2          | Defensa        | Eugenio Mena       | 53' |
| 4          | Defensa        | Mauricio Isla      |     |
| 17         | Defensa        | Gary Medel         |     |
| 18         | Defensa        | Gonzalo Jara       |     |
| 8          | Centrocampista | Arturo Vidal       |     |
| 20         | Centrocampista | Charles Aránguiz   | 81' |
| 21         | Centrocampista | Marcelo Díaz       |     |
| 7          | Delantero      | Alexis Sánchez     |     |
| 11         | Delantero      | Eduardo Vargas     | 67' |
| 15         | Delantero      | Jean Beausejour    |     |
| Entrenador | Entrenador     | Juan Antonio Pizzi |     |

| 11 | Delantero      | Sergio Agüero      | 73' |
| 18 | Delantero      | Erik Lamela        | 79' |
| 5  | Centrocampista | Matías Kranevitter | 86' |

| 19 | Delantero | Fabián Orellana       | 53' |
| 9  | Delantero | Mauricio Pinilla      | 67' |
| 6  | Defensa   | José Pedro Fuenzalida | 81' |

| Anotado | 50' | Ángel Di María | 1:0 |
| Anotado | 58' | Éver Banega    | 2:0 |

| Anotado | 90+2' | José Pedro Fuenzalida | 2:1 |

| Amonestado | 64' | Ángel Di María |
| Amonestado | 69' | Marcos Rojo    |

| Amonestado | 18' | Arturo Vidal    |
| Amonestado | 43' | Mauricio Isla   |
| Amonestado | 64' | Gary Medel      |
| Amonestado | 85' | Jean Beausejour |

| Árbitro             | Daniel Fedorczuk |
| Árbitros asistentes | Nicolás Tarán    |
| Árbitros asistentes | Richard Trinidad |
| Cuarto árbitro      | Jair Marrufo     |
| Quinto árbitro      | Corey Parker     |

| Estadísticas      | Bandera de Argentina | Bandera de Chile |
| Tiros             | 16                   | 9                |
| Tiros a puerta    | 5                    | 7                |
| Faltas            | 15                   | 16               |
| Saques de esquina | 6                    | 3                |
| Penaltis          | 0                    | 0                |
| Fueras de juego   | 0                    | 6                |
| Posesión de balón | 42%                  | 58%              |

#### Argentina vs. Panamá
| 10 de junio   | Argentina                                      | 5:0 (1:0) | Panamá | Soldier Field, Chicago                                   |                                                          |
| 20:30 (UTC-5) | Otamendi 7' · Messi 68', 78', 87' · Agüero 90' | Reporte   |        | Asistencia: 53 885 espectadores Árbitro(s): Joel Aguilar | Asistencia: 53 885 espectadores Árbitro(s): Joel Aguilar |

| 1          | Guardameta     | Sergio Romero     |     |
| 4          | Defensa        | Gabriel Mercado   |     |
| 13         | Defensa        | Ramiro Funes Mori |     |
| 16         | Defensa        | Marcos Rojo       |     |
| 17         | Defensa        | Nicolás Otamendi  |     |
| 8          | Centrocampista | Augusto Fernández | 62' |
| 14         | Centrocampista | Javier Mascherano |     |
| 19         | Centrocampista | Éver Banega       |     |
| 7          | Delantero      | Ángel Di María    | 43' |
| 9          | Delantero      | Gonzalo Higuaín   | 76' |
| 20         | Delantero      | Nicolás Gaitán    |     |
| Entrenador | Entrenador     | Gerardo Martino   |     |

| 1          | Guardameta     | Jaime Penedo       |     |
| 5          | Defensa        | Roderick Miller    |     |
| 13         | Defensa        | Adolfo Machado     |     |
| 17         | Defensa        | Luis Henríquez     |     |
| 23         | Defensa        | Felipe Baloy       |     |
| 6          | Centrocampista | Gabriel Gómez      |     |
| 11         | Centrocampista | Armando Cooper     | 76' |
| 14         | Centrocampista | Valentín Pimentel  | 20' |
| 19         | Centrocampista | Alberto Quintero   |     |
| 20         | Centrocampista | Aníbal Godoy       |     |
| 7          | Delantero      | Blas Pérez         | 75' |
| Entrenador | Entrenador     | Hernán Darío Gómez |     |

| 18 | Centrocampista | Erik Lamela   | 43' |
| 10 | Delantero      | Lionel Messi  | 62' |
| 11 | Delantero      | Sergio Agüero | 76' |

| 2  | Centrocampista | Miguel Camargo | 20' |
| 10 | Delantero      | Luis Tejada    | 75' |
| 16 | Delantero      | Abdiel Arroyo  | 76' |

| Anotado | 7'  | Nicolás Otamendi | 1:0 |
| Anotado | 68' | Lionel Messi     | 2:0 |
| Anotado | 78' | Lionel Messi     | 3:0 |
| Anotado | 87' | Lionel Messi     | 4:0 |
| Anotado | 90' | Sergio Agüero    | 5:0 |

| Amonestado | 15' | Augusto Fernández |
| Amonestado | 17' | Javier Mascherano |
| Amonestado | 66' | Nicolás Gaitán    |

| Amonestado           | 6'  | Blas Pérez     |
| Amonestado           | 17' | Felipe Baloy   |
| Amonestado           | 23' | Aníbal Godoy   |
| Otorgado · Expulsado | 31' | Aníbal Godoy   |
| Amonestado           | 47' | Armando Cooper |
| Amonestado           | 78' | Luis Henríquez |

| Árbitro             | Joel Aguilar         |
| Árbitros asistentes | Juan Zumba           |
| Árbitros asistentes | William Torres       |
| Cuarto árbitro      | Víctor Hugo Carrillo |
| Quinto árbitro      | Coty Carrera         |

| 1          | Guardameta     | Sergio Romero     |     |
| 4          | Defensa        | Gabriel Mercado   |     |
| 13         | Defensa        | Ramiro Funes Mori |     |
| 16         | Defensa        | Marcos Rojo       |     |
| 17         | Defensa        | Nicolás Otamendi  |     |
| 8          | Centrocampista | Augusto Fernández | 62' |
| 14         | Centrocampista | Javier Mascherano |     |
| 19         | Centrocampista | Éver Banega       |     |
| 7          | Delantero      | Ángel Di María    | 43' |
| 9          | Delantero      | Gonzalo Higuaín   | 76' |
| 20         | Delantero      | Nicolás Gaitán    |     |
| Entrenador | Entrenador     | Gerardo Martino   |     |

| 1          | Guardameta     | Jaime Penedo       |     |
| 5          | Defensa        | Roderick Miller    |     |
| 13         | Defensa        | Adolfo Machado     |     |
| 17         | Defensa        | Luis Henríquez     |     |
| 23         | Defensa        | Felipe Baloy       |     |
| 6          | Centrocampista | Gabriel Gómez      |     |
| 11         | Centrocampista | Armando Cooper     | 76' |
| 14         | Centrocampista | Valentín Pimentel  | 20' |
| 19         | Centrocampista | Alberto Quintero   |     |
| 20         | Centrocampista | Aníbal Godoy       |     |
| 7          | Delantero      | Blas Pérez         | 75' |
| Entrenador | Entrenador     | Hernán Darío Gómez |     |

| 18 | Centrocampista | Erik Lamela   | 43' |
| 10 | Delantero      | Lionel Messi  | 62' |
| 11 | Delantero      | Sergio Agüero | 76' |

| 2  | Centrocampista | Miguel Camargo | 20' |
| 10 | Delantero      | Luis Tejada    | 75' |
| 16 | Delantero      | Abdiel Arroyo  | 76' |

| Anotado | 7'  | Nicolás Otamendi | 1:0 |
| Anotado | 68' | Lionel Messi     | 2:0 |
| Anotado | 78' | Lionel Messi     | 3:0 |
| Anotado | 87' | Lionel Messi     | 4:0 |
| Anotado | 90' | Sergio Agüero    | 5:0 |

| Amonestado | 15' | Augusto Fernández |
| Amonestado | 17' | Javier Mascherano |
| Amonestado | 66' | Nicolás Gaitán    |

| Amonestado           | 6'  | Blas Pérez     |
| Amonestado           | 17' | Felipe Baloy   |
| Amonestado           | 23' | Aníbal Godoy   |
| Otorgado · Expulsado | 31' | Aníbal Godoy   |
| Amonestado           | 47' | Armando Cooper |
| Amonestado           | 78' | Luis Henríquez |

| Árbitro             | Joel Aguilar         |
| Árbitros asistentes | Juan Zumba           |
| Árbitros asistentes | William Torres       |
| Cuarto árbitro      | Víctor Hugo Carrillo |
| Quinto árbitro      | Coty Carrera         |

| Estadísticas      | Bandera de Argentina | Bandera de Panamá |
| Tiros             | 12                   | 5                 |
| Tiros a puerta    | 9                    | 4                 |
| Faltas            | 17                   | 15                |
| Saques de esquina | 10                   | 4                 |
| Penaltis          | 0                    | 0                 |
| Fueras de juego   | 4                    | 2                 |
| Posesión de balón | 70%                  | 30%               |

#### Argentina vs. Bolivia
| 14 de junio   | Argentina                             | 3:0 (3:0) | Bolivia | CenturyLink Field, Seattle                                       |                                                                  |
| 19:15 (UTC-7) | Lamela 12' · Lavezzi 14' · Cuesta 31' | Reporte   |         | Asistencia: 45 753 espectadores Árbitro(s): Víctor Hugo Carrillo | Asistencia: 45 753 espectadores Árbitro(s): Víctor Hugo Carrillo |

| 1          | Guardameta     | Sergio Romero      |     |
| 3          | Defensa        | Facundo Roncaglia  |     |
| 13         | Defensa        | Ramiro Funes Mori  |     |
| 15         | Defensa        | Víctor Cuesta      |     |
| 17         | Defensa        | Nicolás Otamendi   | 74' |
| 5          | Centrocampista | Matías Kranevitter |     |
| 11         | Centrocampista | Sergio Agüero      |     |
| 18         | Centrocampista | Erik Lamela        |     |
| 19         | Centrocampista | Éver Banega        | 46' |
| 22         | Centrocampista | Ezequiel Lavezzi   |     |
| 9          | Delantero      | Gonzalo Higuaín    | 46' |
| Entrenador | Entrenador     | Gerardo Martino    |     |

| 1          | Guardameta     | Carlos Lampe            |     |
| 2          | Defensa        | Erwin Saavedra          |     |
| 3          | Defensa        | Luis Alberto Gutiérrez  |     |
| 5          | Defensa        | Nelson Cabrera          |     |
| 13         | Defensa        | Alejandro Meleán        |     |
| 22         | Defensa        | Edward Zenteno          |     |
| 7          | Centrocampista | Juan Carlos Arce        | 46' |
| 8          | Centrocampista | Martin Smedberg-Dalence | 84' |
| 10         | Centrocampista | Jhasmani Campos         |     |
| 15         | Centrocampista | Pedro Azogue            |     |
| 9          | Delantero      | Yasmani Duk             | 23' |
| Entrenador | Entrenador     | Julio César Baldivieso  |     |

| 10 | Delantero      | Lionel Messi    | 46' |
| 6  | Centrocampista | Lucas Biglia    | 46' |
| 2  | Defensa        | Jonatan Maidana | 74' |

| 4  | Centrocampista | Diego Bejarano    | 23' |
| 16 | Centrocampista | Cristhian Machado | 46' |
| 19 | Delantero      | Carmelo Algarañaz | 84' |

| Anotado | 12' | Erik Lamela      | 1:0 |
| Anotado | 14' | Ezequiel Lavezzi | 2:0 |
| Anotado | 31' | Víctor Cuesta    | 3:0 |

| Amonestado | 26'   | Éver Banega   |
| Amonestado | 90+1' | Víctor Cuesta |

| Amonestado | 11' | Edward Zenteno   |
| Amonestado | 80' | Jhasmani Campos  |
| Amonestado | 86' | Alejandro Meleán |

| Árbitro             | Víctor Hugo Carrillo |
| Árbitros asistentes | Jorge Yupanqui       |
| Árbitros asistentes | Coty Carrera         |
| Cuarto árbitro      | Wilton Sampaio       |
| Quinto árbitro      | Octavio Jara         |

| 1          | Guardameta     | Sergio Romero      |     |
| 3          | Defensa        | Facundo Roncaglia  |     |
| 13         | Defensa        | Ramiro Funes Mori  |     |
| 15         | Defensa        | Víctor Cuesta      |     |
| 17         | Defensa        | Nicolás Otamendi   | 74' |
| 5          | Centrocampista | Matías Kranevitter |     |
| 11         | Centrocampista | Sergio Agüero      |     |
| 18         | Centrocampista | Erik Lamela        |     |
| 19         | Centrocampista | Éver Banega        | 46' |
| 22         | Centrocampista | Ezequiel Lavezzi   |     |
| 9          | Delantero      | Gonzalo Higuaín    | 46' |
| Entrenador | Entrenador     | Gerardo Martino    |     |

| 1          | Guardameta     | Carlos Lampe            |     |
| 2          | Defensa        | Erwin Saavedra          |     |
| 3          | Defensa        | Luis Alberto Gutiérrez  |     |
| 5          | Defensa        | Nelson Cabrera          |     |
| 13         | Defensa        | Alejandro Meleán        |     |
| 22         | Defensa        | Edward Zenteno          |     |
| 7          | Centrocampista | Juan Carlos Arce        | 46' |
| 8          | Centrocampista | Martin Smedberg-Dalence | 84' |
| 10         | Centrocampista | Jhasmani Campos         |     |
| 15         | Centrocampista | Pedro Azogue            |     |
| 9          | Delantero      | Yasmani Duk             | 23' |
| Entrenador | Entrenador     | Julio César Baldivieso  |     |

| 10 | Delantero      | Lionel Messi    | 46' |
| 6  | Centrocampista | Lucas Biglia    | 46' |
| 2  | Defensa        | Jonatan Maidana | 74' |

| 4  | Centrocampista | Diego Bejarano    | 23' |
| 16 | Centrocampista | Cristhian Machado | 46' |
| 19 | Delantero      | Carmelo Algarañaz | 84' |

| Anotado | 12' | Erik Lamela      | 1:0 |
| Anotado | 14' | Ezequiel Lavezzi | 2:0 |
| Anotado | 31' | Víctor Cuesta    | 3:0 |

| Amonestado | 26'   | Éver Banega   |
| Amonestado | 90+1' | Víctor Cuesta |

| Amonestado | 11' | Edward Zenteno   |
| Amonestado | 80' | Jhasmani Campos  |
| Amonestado | 86' | Alejandro Meleán |

| Árbitro             | Víctor Hugo Carrillo |
| Árbitros asistentes | Jorge Yupanqui       |
| Árbitros asistentes | Coty Carrera         |
| Cuarto árbitro      | Wilton Sampaio       |
| Quinto árbitro      | Octavio Jara         |

| Estadísticas      | Bandera de Argentina | Bandera de Bolivia |
| Tiros             | 10                   | 2                  |
| Tiros a puerta    | 6                    | 1                  |
| Faltas            | 11                   | 16                 |
| Saques de esquina | 2                    | 0                  |
| Penaltis          | 0                    | 0                  |
| Fueras de juego   | 4                    | 0                  |
| Posesión de balón | 82%                  | 18%                |

### Cuartos de final

#### Argentina vs. Venezuela
| 18 de junio   | Argentina                                | 4:1 (2:0) | Venezuela  | Gillette Stadium, Foxborough                               |                                                            |
| 19:00 (UTC-4) | Higuaín 7', 27' · Messi 59' · Lamela 71' | Reporte   | Rondón 69' | Asistencia: 59 183 espectadores Árbitro(s): Roberto García | Asistencia: 59 183 espectadores Árbitro(s): Roberto García |

| 1          | Guardameta     | Sergio Romero     |     |
| 4          | Defensa        | Gabriel Mercado   |     |
| 13         | Defensa        | Ramiro Funes Mori |     |
| 16         | Defensa        | Marcos Rojo       |     |
| 17         | Defensa        | Nicolás Otamendi  |     |
| 8          | Centrocampista | Augusto Fernández |     |
| 14         | Centrocampista | Javier Mascherano |     |
| 19         | Centrocampista | Éver Banega       | 80' |
| 9          | Delantero      | Gonzalo Higuaín   | 74' |
| 10         | Delantero      | Lionel Messi      |     |
| 20         | Delantero      | Nicolás Gaitán    | 67' |
| Entrenador | Entrenador     | Gerardo Martino   |     |

| 12         | Guardameta     | Dani Hernández      |     |
| 2          | Defensa        | Wilker Ángel        |     |
| 4          | Defensa        | Oswaldo Vizcarrondo |     |
| 20         | Defensa        | Rolf Feltscher      |     |
| 21         | Defensa        | Alexander González  |     |
| 5          | Centrocampista | Arquímedes Figuera  |     |
| 8          | Centrocampista | Tomás Rincón        | 85' |
| 13         | Centrocampista | Luis Manuel Seijas  | 55' |
| 15         | Centrocampista | Alejandro Guerra    |     |
| 9          | Centrocampista | Salomón Rondón      |     |
| 17         | Delantero      | Josef Martínez      | 80' |
| Entrenador | Entrenador     | Rafael Dudamel      |     |

| 18 | Centrocampista | Erik Lamela   | 67' |
| 11 | Delantero      | Sergio Agüero | 74' |
| 6  | Centrocampista | Lucas Biglia  | 80' |

| 11 | Centrocampista | Juanpi                | 55' |
| 7  | Delantero      | Yonathan Del Valle    | 80' |
| 6  | Defensa        | José Manuel Velázquez | 85' |

| Anotado | 7'  | Gonzalo Higuaín | 1:0 |
| Anotado | 27' | Gonzalo Higuaín | 2:0 |
| Anotado | 59' | Lionel Messi    | 3:0 |
| Anotado | 71' | Erik Lamela     | 4:1 |

| Anotado | 69' | Salomón Rondón | 3:1 |

| Amonestado | 27' | Nicolás Gaitán |

| Amonestado | 4'  | Luis Manuel Seijas |
| Amonestado | 52' | Wilker Ángel       |
| Amonestado | 63' | Arquímedes Figuera |
| Amonestado | 77' | Salomón Rondón     |

| Árbitro             | Roberto García    |
| Árbitros asistentes | José Luis Camargo |
| Árbitros asistentes | Alberto Morín     |
| Cuarto árbitro      | Ricardo Montero   |
| Quinto árbitro      | Christian Ramírez |

| 1          | Guardameta     | Sergio Romero     |     |
| 4          | Defensa        | Gabriel Mercado   |     |
| 13         | Defensa        | Ramiro Funes Mori |     |
| 16         | Defensa        | Marcos Rojo       |     |
| 17         | Defensa        | Nicolás Otamendi  |     |
| 8          | Centrocampista | Augusto Fernández |     |
| 14         | Centrocampista | Javier Mascherano |     |
| 19         | Centrocampista | Éver Banega       | 80' |
| 9          | Delantero      | Gonzalo Higuaín   | 74' |
| 10         | Delantero      | Lionel Messi      |     |
| 20         | Delantero      | Nicolás Gaitán    | 67' |
| Entrenador | Entrenador     | Gerardo Martino   |     |

| 12         | Guardameta     | Dani Hernández      |     |
| 2          | Defensa        | Wilker Ángel        |     |
| 4          | Defensa        | Oswaldo Vizcarrondo |     |
| 20         | Defensa        | Rolf Feltscher      |     |
| 21         | Defensa        | Alexander González  |     |
| 5          | Centrocampista | Arquímedes Figuera  |     |
| 8          | Centrocampista | Tomás Rincón        | 85' |
| 13         | Centrocampista | Luis Manuel Seijas  | 55' |
| 15         | Centrocampista | Alejandro Guerra    |     |
| 9          | Centrocampista | Salomón Rondón      |     |
| 17         | Delantero      | Josef Martínez      | 80' |
| Entrenador | Entrenador     | Rafael Dudamel      |     |

| 18 | Centrocampista | Erik Lamela   | 67' |
| 11 | Delantero      | Sergio Agüero | 74' |
| 6  | Centrocampista | Lucas Biglia  | 80' |

| 11 | Centrocampista | Juanpi                | 55' |
| 7  | Delantero      | Yonathan Del Valle    | 80' |
| 6  | Defensa        | José Manuel Velázquez | 85' |

| Anotado | 7'  | Gonzalo Higuaín | 1:0 |
| Anotado | 27' | Gonzalo Higuaín | 2:0 |
| Anotado | 59' | Lionel Messi    | 3:0 |
| Anotado | 71' | Erik Lamela     | 4:1 |

| Anotado | 69' | Salomón Rondón | 3:1 |

| Amonestado | 27' | Nicolás Gaitán |

| Amonestado | 4'  | Luis Manuel Seijas |
| Amonestado | 52' | Wilker Ángel       |
| Amonestado | 63' | Arquímedes Figuera |
| Amonestado | 77' | Salomón Rondón     |

| Árbitro             | Roberto García    |
| Árbitros asistentes | José Luis Camargo |
| Árbitros asistentes | Alberto Morín     |
| Cuarto árbitro      | Ricardo Montero   |
| Quinto árbitro      | Christian Ramírez |

| Estadísticas      | Bandera de Argentina | Bandera de Venezuela |
| Tiros             | 12                   | 8                    |
| Tiros a puerta    | 7                    | 5                    |
| Faltas            | 9                    | 20                   |
| Saques de esquina | 2                    | 7                    |
| Penaltis          | 0                    | 1 (0)                |
| Fueras de juego   | 2                    | 3                    |
| Posesión de balón | 61%                  | 39%                  |

### Semifinal

#### Estados Unidos vs. Argentina
| 21 de junio   | Estados Unidos | 0:4 (0:2) | Argentina                                 | NRG Stadium, Houston                                        |                                                             |
| 20:10 (UTC-5) |                | Reporte   | Lavezzi 2' · Messi 31' · Higuaín 49', 85' | Asistencia: 70 858 espectadores Árbitro(s): Enrique Cáceres | Asistencia: 70 858 espectadores Árbitro(s): Enrique Cáceres |

| 1          | Guardameta     | Brad Guzan        |     |
| 2          | Defensa        | DeAndre Yedlin    |     |
| 6          | Defensa        | John Brooks       |     |
| 20         | Defensa        | Geoff Cameron     |     |
| 23         | Defensa        | Fabian Johnson    |     |
| 4          | Centrocampista | Michael Bradley   |     |
| 15         | Centrocampista | Kyle Beckerman    | 59' |
| 19         | Centrocampista | Graham Zusi       |     |
| 8          | Delantero      | Clint Dempsey     | 77' |
| 9          | Delantero      | Gyasi Zardes      |     |
| 18         | Delantero      | Chris Wondolowski | 46' |
| Entrenador | Entrenador     | Jürgen Klinsmann  |     |

| 1          | Guardameta     | Sergio Romero     |     |
| 4          | Defensa        | Gabriel Mercado   |     |
| 13         | Defensa        | Ramiro Funes Mori |     |
| 16         | Defensa        | Marcos Rojo       | 83' |
| 17         | Defensa        | Nicolás Otamendi  |     |
| 8          | Centrocampista | Augusto Fernández | 58' |
| 14         | Centrocampista | Javier Mascherano |     |
| 19         | Centrocampista | Éver Banega       |     |
| 9          | Delantero      | Gonzalo Higuaín   |     |
| 10         | Delantero      | Lionel Messi      |     |
| 22         | Delantero      | Ezequiel Lavezzi  | 66' |
| Entrenador | Entrenador     | Gerardo Martino   |     |

| 17 | Centrocampista | Christian Pulisic | 46' |
| 3  | Defensa        | Steve Birnbaum    | 59' |
| 10 | Centrocampista | Darlington Nagbe  | 77' |

| 6  | Centrocampista | Lucas Biglia  | 58' |
| 18 | Centrocampista | Erik Lamela   | 66' |
| 15 | Defensa        | Víctor Cuesta | 83' |

| Anotado | 2'  | Ezequiel Lavezzi | 0:1 |
| Anotado | 31' | Lionel Messi     | 0:2 |
| Anotado | 49' | Gonzalo Higuaín  | 0:3 |
| Anotado | 85' | Gonzalo Higuaín  | 0:4 |

| Amonestado | 30' | Chris Wondolowski |

| Árbitro             | Enrique Cáceres    |
| Árbitros asistentes | Eduardo Cardozo    |
| Árbitros asistentes | Milcíades Saldívar |
| Cuarto árbitro      | Roddy Zambrano     |
| Quinto árbitro      | Luis Vera          |

| 1          | Guardameta     | Brad Guzan        |     |
| 2          | Defensa        | DeAndre Yedlin    |     |
| 6          | Defensa        | John Brooks       |     |
| 20         | Defensa        | Geoff Cameron     |     |
| 23         | Defensa        | Fabian Johnson    |     |
| 4          | Centrocampista | Michael Bradley   |     |
| 15         | Centrocampista | Kyle Beckerman    | 59' |
| 19         | Centrocampista | Graham Zusi       |     |
| 8          | Delantero      | Clint Dempsey     | 77' |
| 9          | Delantero      | Gyasi Zardes      |     |
| 18         | Delantero      | Chris Wondolowski | 46' |
| Entrenador | Entrenador     | Jürgen Klinsmann  |     |

| 1          | Guardameta     | Sergio Romero     |     |
| 4          | Defensa        | Gabriel Mercado   |     |
| 13         | Defensa        | Ramiro Funes Mori |     |
| 16         | Defensa        | Marcos Rojo       | 83' |
| 17         | Defensa        | Nicolás Otamendi  |     |
| 8          | Centrocampista | Augusto Fernández | 58' |
| 14         | Centrocampista | Javier Mascherano |     |
| 19         | Centrocampista | Éver Banega       |     |
| 9          | Delantero      | Gonzalo Higuaín   |     |
| 10         | Delantero      | Lionel Messi      |     |
| 22         | Delantero      | Ezequiel Lavezzi  | 66' |
| Entrenador | Entrenador     | Gerardo Martino   |     |

| 17 | Centrocampista | Christian Pulisic | 46' |
| 3  | Defensa        | Steve Birnbaum    | 59' |
| 10 | Centrocampista | Darlington Nagbe  | 77' |

| 6  | Centrocampista | Lucas Biglia  | 58' |
| 18 | Centrocampista | Erik Lamela   | 66' |
| 15 | Defensa        | Víctor Cuesta | 83' |

| Anotado | 2'  | Ezequiel Lavezzi | 0:1 |
| Anotado | 31' | Lionel Messi     | 0:2 |
| Anotado | 49' | Gonzalo Higuaín  | 0:3 |
| Anotado | 85' | Gonzalo Higuaín  | 0:4 |

| Amonestado | 30' | Chris Wondolowski |

| Árbitro             | Enrique Cáceres    |
| Árbitros asistentes | Eduardo Cardozo    |
| Árbitros asistentes | Milcíades Saldívar |
| Cuarto árbitro      | Roddy Zambrano     |
| Quinto árbitro      | Luis Vera          |

| Estadísticas      | Bandera de Estados Unidos | Bandera de Argentina |
| Tiros             | 0                         | 10                   |
| Tiros a puerta    | 0                         | 9                    |
| Faltas            | 13                        | 9                    |
| Saques de esquina | 1                         | 4                    |
| Penaltis          | 0                         | 0                    |
| Fueras de juego   | 2                         | 9                    |
| Posesión de balón | 33%                       | 67%                  |

### Final

#### Argentina vs. Chile
| 21 de junio   | Argentina                            | 0:0 (t. s.)(2:4 p.)        | Chile                                            | MetLife Stadium, East Rutherford                        |                                                         |
| 20:00 (UTC-4) |                                      | Reporte                    |                                                  | Asistencia: 82 026 espectadores Árbitro(s): Héber Lopes | Asistencia: 82 026 espectadores Árbitro(s): Héber Lopes |
|               |                                      | Tiros desde el punto penal |                                                  |                                                         |                                                         |
|               | Messi · Mascherano · Agüero · Biglia |                            | Vidal · Castillo · Aránguiz · Beausejour · Silva |                                                         |                                                         |

| 1          | Guardameta     | Sergio Romero     |      |
| 4          | Defensa        | Gabriel Mercado   |      |
| 13         | Defensa        | Ramiro Funes Mori |      |
| 16         | Defensa        | Marcos Rojo       |      |
| 17         | Defensa        | Nicolás Otamendi  |      |
| 6          | Centrocampista | Lucas Biglia      |      |
| 14         | Centrocampista | Javier Mascherano |      |
| 19         | Centrocampista | Éver Banega       | 110' |
| 7          | Delantero      | Ángel Di María    | 57'  |
| 9          | Delantero      | Gonzalo Higuaín   | 69'  |
| 10         | Delantero      | Lionel Messi      |      |
| Entrenador | Entrenador     | Gerardo Martino   |      |

| 1          | Guardameta     | Claudio Bravo         |      |
| 4          | Defensa        | Mauricio Isla         |      |
| 15         | Defensa        | Jean Beausejour       |      |
| 17         | Defensa        | Gary Medel            |      |
| 18         | Defensa        | Gonzalo Jara          |      |
| 8          | Centrocampista | Arturo Vidal          |      |
| 20         | Centrocampista | Charles Aránguiz      |      |
| 21         | Centrocampista | Marcelo Díaz          |      |
| 6          | Delantero      | José Pedro Fuenzalida | 79'  |
| 7          | Delantero      | Alexis Sánchez        | 103' |
| 11         | Delantero      | Eduardo Vargas        | 108' |
| Entrenador | Entrenador     | Juan Antonio Pizzi    |      |

| 5  | Centrocampista | Matías Kranevitter | 57'  |
| 11 | Delantero      | Sergio Agüero      | 69'  |
| 20 | Centrocampista | Erik Lamela        | 110' |

| 22 | Delantero      | Edson Puch       | 79'  |
| 5  | Centrocampista | Francisco Silva  | 103' |
| 16 | Delantero      | Nicolás Castillo | 108' |

|                   |                           | 0:0 | Fallo de penal (atajado) | Arturo Vidal     |
| Lionel Messi      | Fallo de penal (desviado) | 0:0 |                          |                  |
|                   |                           | 0:1 | Acierto de penal         | Nicolás Castillo |
| Javier Mascherano | Acierto de penal          | 1:1 |                          |                  |
|                   |                           | 1:2 | Acierto de penal         | Charles Aránguiz |
| Sergio Agüero     | Acierto de penal          | 2:2 |                          |                  |
|                   |                           | 2:3 | Acierto de penal         | Jean Beausejour  |
| Lucas Biglia      | Fallo de penal (atajado)  | 2:3 |                          |                  |
|                   |                           | 2:4 | Acierto de penal         | Francisco Silva  |

| Amonestado | 37' | Javier Mascherano  |
| Amonestado | 40' | Lionel Messi       |
| Expulsado  | 42' | Marcos Rojo        |
| Amonestado | 93' | Matías Kranevitter |

| Amonestado           | 15' | Marcelo Díaz     |
| Otorgado · Expulsado | 28' | Marcelo Díaz     |
| Amonestado           | 37' | Arturo Vidal     |
| Amonestado           | 52' | Jean Beausejour  |
| Amonestado           | 68' | Charles Aránguiz |

| Árbitro             | Héber Lopes       |
| Árbitros asistentes | Kléber Lúcio Gil  |
| Árbitros asistentes | Bruno Boschilia   |
| Cuarto árbitro      | Roberto García    |
| Quinto árbitro      | José Luis Camargo |

| 1          | Guardameta     | Sergio Romero     |      |
| 4          | Defensa        | Gabriel Mercado   |      |
| 13         | Defensa        | Ramiro Funes Mori |      |
| 16         | Defensa        | Marcos Rojo       |      |
| 17         | Defensa        | Nicolás Otamendi  |      |
| 6          | Centrocampista | Lucas Biglia      |      |
| 14         | Centrocampista | Javier Mascherano |      |
| 19         | Centrocampista | Éver Banega       | 110' |
| 7          | Delantero      | Ángel Di María    | 57'  |
| 9          | Delantero      | Gonzalo Higuaín   | 69'  |
| 10         | Delantero      | Lionel Messi      |      |
| Entrenador | Entrenador     | Gerardo Martino   |      |

| 1          | Guardameta     | Claudio Bravo         |      |
| 4          | Defensa        | Mauricio Isla         |      |
| 15         | Defensa        | Jean Beausejour       |      |
| 17         | Defensa        | Gary Medel            |      |
| 18         | Defensa        | Gonzalo Jara          |      |
| 8          | Centrocampista | Arturo Vidal          |      |
| 20         | Centrocampista | Charles Aránguiz      |      |
| 21         | Centrocampista | Marcelo Díaz          |      |
| 6          | Delantero      | José Pedro Fuenzalida | 79'  |
| 7          | Delantero      | Alexis Sánchez        | 103' |
| 11         | Delantero      | Eduardo Vargas        | 108' |
| Entrenador | Entrenador     | Juan Antonio Pizzi    |      |

| 5  | Centrocampista | Matías Kranevitter | 57'  |
| 11 | Delantero      | Sergio Agüero      | 69'  |
| 20 | Centrocampista | Erik Lamela        | 110' |

| 22 | Delantero      | Edson Puch       | 79'  |
| 5  | Centrocampista | Francisco Silva  | 103' |
| 16 | Delantero      | Nicolás Castillo | 108' |

|                   |                           | 0:0 | Fallo de penal (atajado) | Arturo Vidal     |
| Lionel Messi      | Fallo de penal (desviado) | 0:0 |                          |                  |
|                   |                           | 0:1 | Acierto de penal         | Nicolás Castillo |
| Javier Mascherano | Acierto de penal          | 1:1 |                          |                  |
|                   |                           | 1:2 | Acierto de penal         | Charles Aránguiz |
| Sergio Agüero     | Acierto de penal          | 2:2 |                          |                  |
|                   |                           | 2:3 | Acierto de penal         | Jean Beausejour  |
| Lucas Biglia      | Fallo de penal (atajado)  | 2:3 |                          |                  |
|                   |                           | 2:4 | Acierto de penal         | Francisco Silva  |

| Amonestado | 37' | Javier Mascherano  |
| Amonestado | 40' | Lionel Messi       |
| Expulsado  | 42' | Marcos Rojo        |
| Amonestado | 93' | Matías Kranevitter |

| Amonestado           | 15' | Marcelo Díaz     |
| Otorgado · Expulsado | 28' | Marcelo Díaz     |
| Amonestado           | 37' | Arturo Vidal     |
| Amonestado           | 52' | Jean Beausejour  |
| Amonestado           | 68' | Charles Aránguiz |

| Árbitro             | Héber Lopes       |
| Árbitros asistentes | Kléber Lúcio Gil  |
| Árbitros asistentes | Bruno Boschilia   |
| Cuarto árbitro      | Roberto García    |
| Quinto árbitro      | José Luis Camargo |

| Estadísticas      | Bandera de Argentina | Bandera de Chile |
| Tiros             | 19                   | 2                |
| Tiros a puerta    | 5                    | 1                |
| Faltas            | 9                    | 29               |
| Saques de esquina | 9                    | 4                |
| Penaltis          | 0                    | 0                |
| Fueras de juego   | 0                    | 5                |
| Posesión de balón | 46%                  | 54%              |

## Estadísticas

### Goleadores
| #     | Jugador          | Anotado | PJ | Prom. | Jugada | Cabeza | Tiro libre | Penal |
| ----- | ---------------- | ------- | -- | ----- | ------ | ------ | ---------- | ----- |
| 1     | Lionel Messi     | 5       | 5  | 1     | 3      | 0      | 2          | 0     |
| 2     | Gonzalo Higuaín  | 4       | 6  | 0.67  | 4      | 0      | 0          | 0     |
| 3     | Ezequiel Lavezzi | 2       | 2  | 1     | 1      | 1      | 0          | 0     |
|       | Erik Lamela      | 2       | 6  | 0.33  | 1      | 0      | 1          | 0     |
| 4     | Víctor Cuesta    | 1       | 2  | 0.5   | 1      | 0      | 0          | 0     |
|       | Ángel Di María   | 1       | 3  | 0.33  | 1      | 0      | 0          | 0     |
|       | Sergio Agüero    | 1       | 5  | 0.2   | 0      | 1      | 0          | 0     |
|       | Éver Banega      | 1       | 6  | 0.17  | 1      | 0      | 0          | 0     |
|       | Nicolás Otamendi | 1       | 6  | 0.17  | 0      | 1      | 0          | 0     |
| Total | Total            | 18      | 6  | 3     | 0      | 0      | 0          | 0     |

### Asistencias
| #     | Jugador          | Asistencia | Jugada | Cabeza | Tiro libre | Saque de esquina |
| ----- | ---------------- | ---------- | ------ | ------ | ---------- | ---------------- |
| 1     | Lionel Messi     | 4          | 4      | 0      | 0          | 0                |
| 2     | Ángel Di María   | 2          | 1      | 0      | 1          | 0                |
|       | Marcos Rojo      | 2          | 1      | 1      | 0          | 0                |
| 3     | Éver Banega      | 1          | 1      | 0      | 0          | 0                |
|       | Ezequiel Lavezzi | 1          | 1      | 0      | 0          | 0                |
|       | Gonzalo Higuaín  | 1          | 0      | 1      | 0          | 0                |
|       | Nicolás Gaitán   | 1          | 1      | 0      | 0          | 0                |
| Total | Total            | 12         | 9      | 2      | 1          | 0                |

### Tarjetas disciplinarias

#### Fase de grupos
| #     | Jugador           | Amonestado | Otorgado · Expulsado | Expulsado | Sanción |
| ----- | ----------------- | ---------- | -------------------- | --------- | ------- |
| 1     | Ángel Di María    | 1          | 0                    | 0         |         |
|       | Augusto Fernández | 1          | 0                    | 0         |         |
|       | Éver Banega       | 1          | 0                    | 0         |         |
|       | Javier Mascherano | 1          | 0                    | 0         |         |
|       | Marcos Rojo       | 1          | 0                    | 0         |         |
|       | Nicolás Gaitán    | 1          | 0                    | 0         |         |
|       | Víctor Cuesta     | 1          | 0                    | 0         |         |
| Total | Total             | 7          | 0                    | 0         |         |

#### Segunda fase
| #     | Jugador            | Amonestado | Otorgado · Expulsado | Expulsado | Sanción |
| ----- | ------------------ | ---------- | -------------------- | --------- | ------- |
| 1     | Javier Mascherano  | 1          | 0                    | 0         |         |
|       | Lionel Messi       | 1          | 0                    | 0         |         |
|       | Marcos Rojo        | 0          | 0                    | 1         |         |
|       | Matías Kranevitter | 1          | 0                    | 0         |         |
|       | Nicolás Gaitán     | 1          | 0                    | 0         |         |
| Total | Total              | 4          | 0                    | 1         |         |